# سمك القط الزجاجي
سمك القط الزجاجي (بالإنجليزية:  glass catfish)‏ (الإسم العلمي:Kryptopterus vitreolus)، سمكةٌ من عائلة سمك السلور ورتبة السلوريات، تعيش في المياه الضحلة. وهي تنشط في النهار وعندما تنام فإنها تبقى نفسها معلقة ضمن زاوية معينة في الماء بواسطة فص موجود في زعنفتها الذيلية. يتضمن غذاؤها اللافقاريات المائية الصغيرة. ويندمج جسمها الشفاف مع المياه الضحلة مما يوهم الأسماك المفترسة ويجعل رؤيتها أمراً صعباً.
تتناسل هذه السمكة في المياه العذبة حيث تضع الأنثى البيوض التي سرعان ما تفقس بعد أسبوع أو أسبوعين. لهذه السمكة جسم مضغوط وليس لها حراشف ويمكن مشاهدة الأحشاء الداخلية من خلال الجلد الزعنفة الظهرية تحولت إلى شعاع منفرد فيما اتسعت الزعنفة الشرجية لتحيط بالجسم توجد في فمها أسنان ناعمة.